# By socken, Dalarna
By socken ingick i Folkare härad, uppgick 1967 i Avesta stad och området ingår sedan 1971 i Avesta kommun och motsvarar från 2016 By distrikt.
Socknens areal är 336,00 kvadratkilometer, varav 309,70 land. År 2020 fanns här 2 463 invånare. Tätorterna Näs bruk och Horndal samt kyrkbyn By med sockenkyrkan By kyrka ligger i socknen. Vid både Horndal och Näs fanns förr betydande järnbruk, vilka numera är nedlagda. Vid Horndal pågick ståltillverkning fram till 1979 då stålverket och det sista valsverket lades ned.

## Administrativ historik
By socken har medeltida ursprung. 
Vid kommunreformen 1862 övergick socknens ansvar för de kyrkliga frågorna till By församling och för de borgerliga frågorna till By landskommun. Landskommunen uppgick 1967 i Avesta stad som 1971 ombildades till Avesta kommun.
1 januari 2016 inrättades distriktet By, med samma omfattning som församlingen hade 1999/2000.
Socknen har tillhört fögderier, tingslag och domsagor enligt vad som beskrivs i artikeln Dalarna. De indelta soldaterna i Folkare kompani, tillhörde från 1680-talet Västmanlands regemente, men innan dess Dalregementet.

## Geografi
By socken ligger kring Dalälven och dess utvidgningar Bysjön och Österviken.  Socknen har slättbygd i älvdalen i söder och har i norr moss- och sjörik skogsbygd.
By socken gränsar i öster till Gävleborgs län och Österfärnebo socken och söder om Dalälven till Västmanlands län, Möklinta socken. 
I socknen ligger fiskestället, Tyttbo, med Tyttbo forsfiske. Här smalnar Dalälven av och brusar ner i Färnebofjärden med nationalparken. På vägen till Tyttbo från Folkärna och Avesta finns Hovnäs färja över Dalälven.

## Fornlämningar
Talrika lösfynd från stenåldern är funna. Från järnåldern finns tre gravfält samt uppgifter om en nu försvunnen runsten, som troligen har funnits vid Fullsta.

## Namnet
Namnet (1335 By) kommer från kyrkbyn.

## Befolkningsutveckling
| Befolkningsutvecklingen i By socken, Dalarna 1750–2020 | Befolkningsutvecklingen i By socken, Dalarna 1750–2020 | Befolkningsutvecklingen i By socken, Dalarna 1750–2020 | Befolkningsutvecklingen i By socken, Dalarna 1750–2020 | Befolkningsutvecklingen i By socken, Dalarna 1750–2020 |
| --- | ------------------------------------------------------ | ------------------------------------------------------ | ------------------------------------------------------ | ------------------------------------------------------ |
| |                                                        |                                                        |                                                        |                                                        |
| År |                                                        |                                                        | Folkmängd                                              |                                                        |
| 1750 | 1750                                                   |                                                        | 2 044                                                  |                                                        |
| 1760 | 1760                                                   |                                                        | 2 242                                                  |                                                        |
| 1769 | 1769                                                   |                                                        | 2 340                                                  |                                                        |
| 1780 | 1780                                                   |                                                        | 2 473                                                  |                                                        |
| 1790 | 1790                                                   |                                                        | 2 427                                                  |                                                        |
| 1800 | 1800                                                   |                                                        | 2 641                                                  |                                                        |
| 1810 | 1810                                                   |                                                        | 2 568                                                  |                                                        |
| 1820 | 1820                                                   |                                                        | 2 710                                                  |                                                        |
| 1830 | 1830                                                   |                                                        | 2 868                                                  |                                                        |
| 1840 | 1840                                                   |                                                        | 2 931                                                  |                                                        |
| 1850 | 1850                                                   |                                                        | 3 157                                                  |                                                        |
| 1860 | 1860                                                   |                                                        | 3 476                                                  |                                                        |
| 1870 | 1870                                                   |                                                        | 4 214                                                  |                                                        |
| 1880 | 1880                                                   |                                                        | 5 040                                                  |                                                        |
| 1890 | 1890                                                   |                                                        | 5 464                                                  |                                                        |
| 1900 | 1900                                                   |                                                        | 5 552                                                  |                                                        |
| 1910 | 1910                                                   |                                                        | 5 846                                                  |                                                        |
| 1920 | 1920                                                   |                                                        | 6 298                                                  |                                                        |
| 1930 | 1930                                                   |                                                        | 5 483                                                  |                                                        |
| 1940 | 1940                                                   |                                                        | 5 082                                                  |                                                        |
| 1950 | 1950                                                   |                                                        | 4 903                                                  |                                                        |
| 1960 | 1960                                                   |                                                        | 4 804                                                  |                                                        |
| 1970 | 1970                                                   |                                                        | 3 967                                                  |                                                        |
| 1980 | 1980                                                   |                                                        | 3 440                                                  |                                                        |
| 1990 | 1990                                                   |                                                        | 3 081                                                  |                                                        |
| 2010 | 2010                                                   |                                                        | 2 517                                                  |                                                        |
| 2020 | 2020                                                   |                                                        | 2 463                                                  |                                                        |
| Anm: Källor: Umeå universitet - Tabellverket 1749-1859, Demografiska databasen, CEDAR, Umeå universitet, Befolkning per församling, Folkmängden per distrikt, landskap, landsdel eller riket efter kön. År 2015 - 2022. |                                                        |                                                        |                                                        |                                                        |

## Historiska bilder

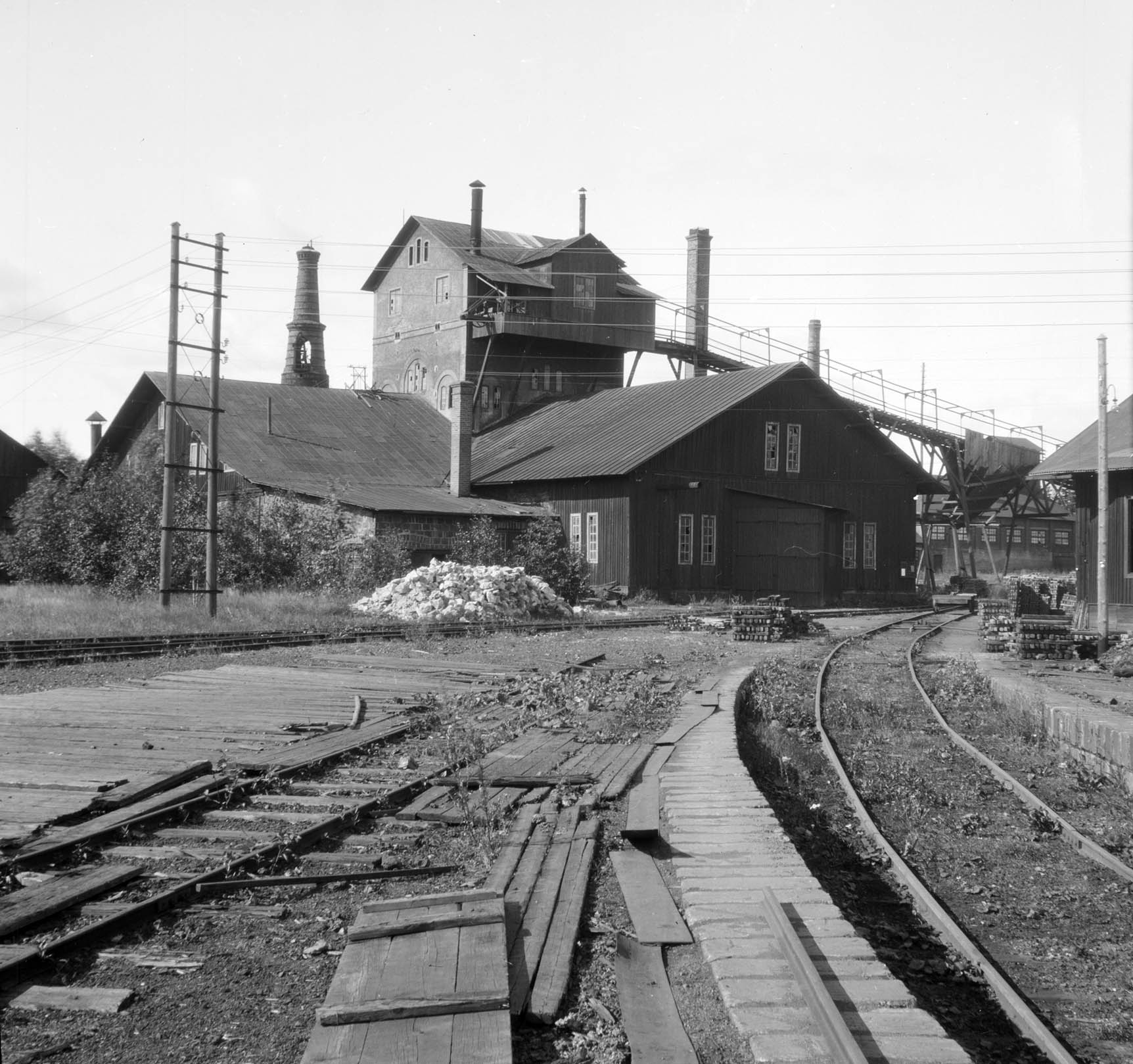
Näs bruk, hyttan. Foto 1931.
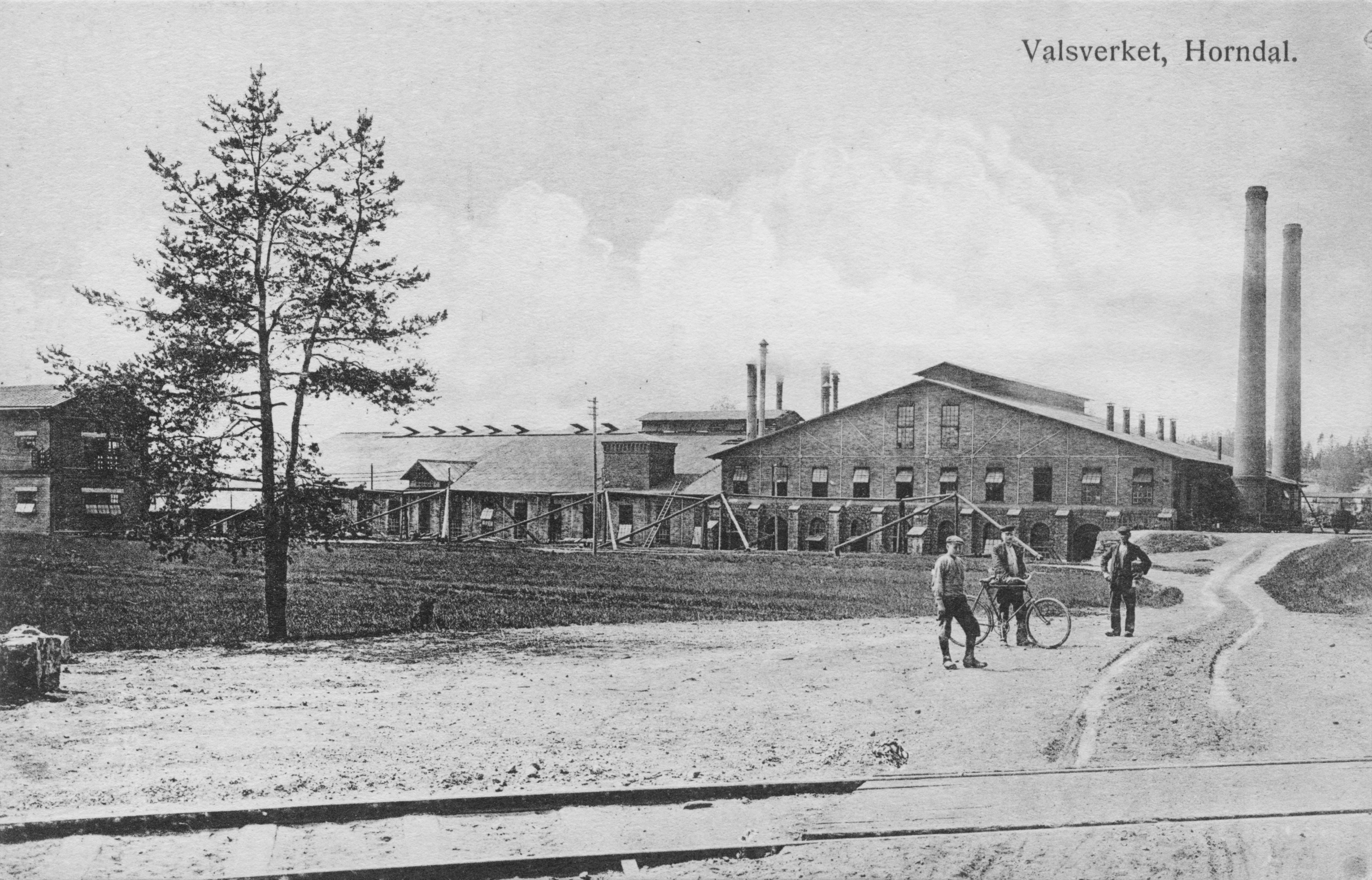
Horndals bruk, valsverket och martinverket. Foto omkring 1915.
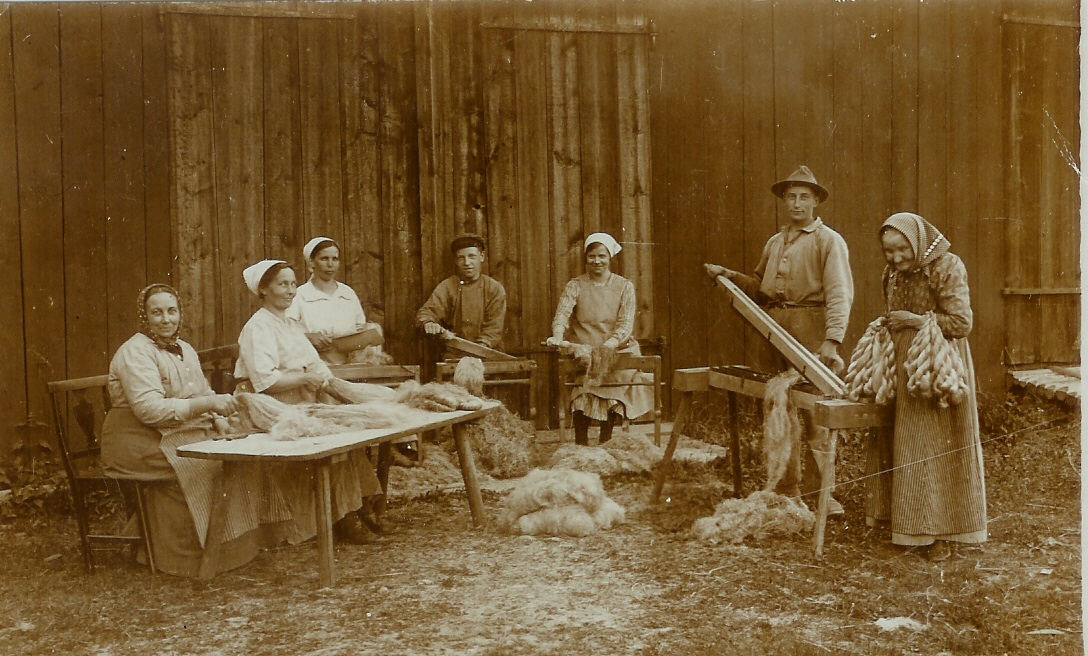
Linbearbetning hos "Masarns" i Övre Fornby. Foto omkring 1920.
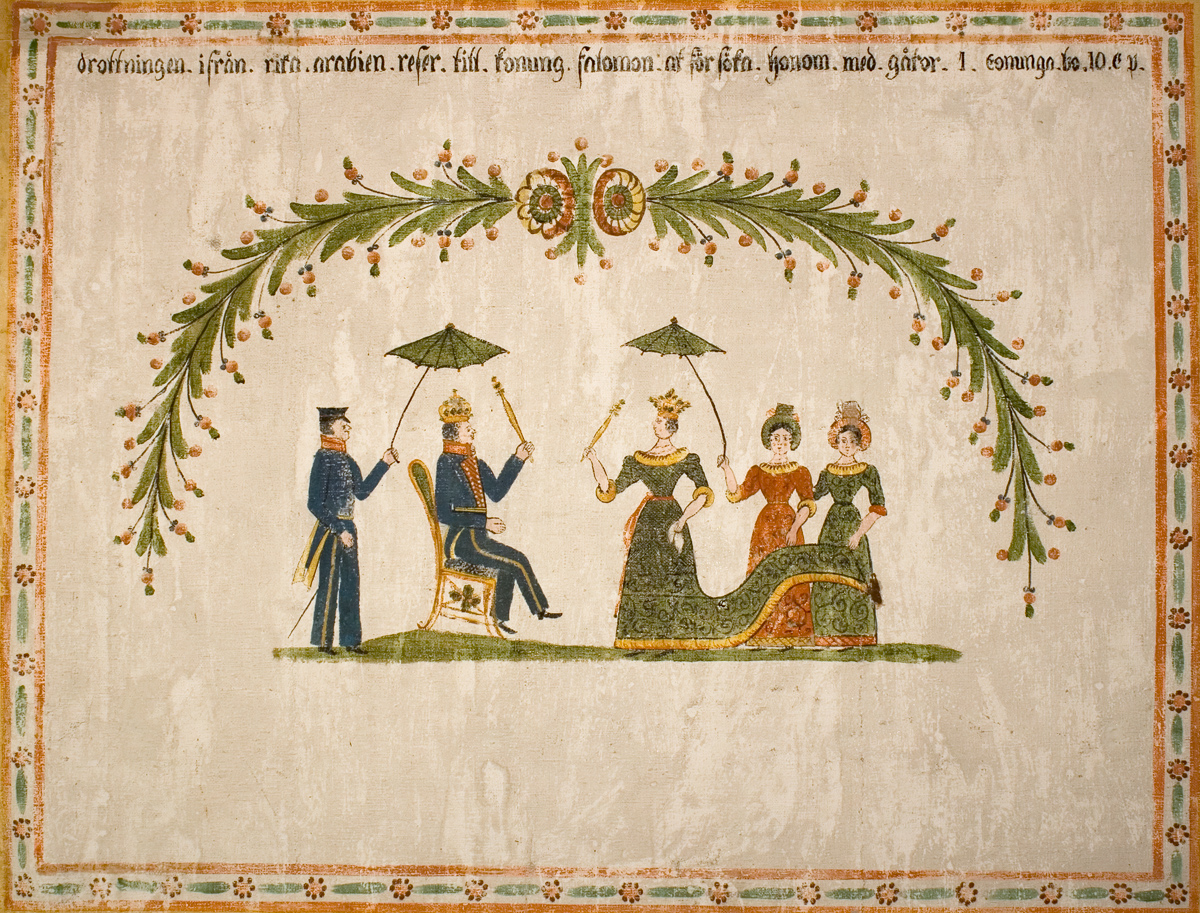
Målning från 1844 av Lars Wikström/Ryttare, By hembygdsgård. Texten lyder: drottningen, ifrån. rika. arabien. reser. till. konung. salomon. att för söka honom. med. gåtor. 1. conunga. bo. 10 Cp.

## Nutida bilder

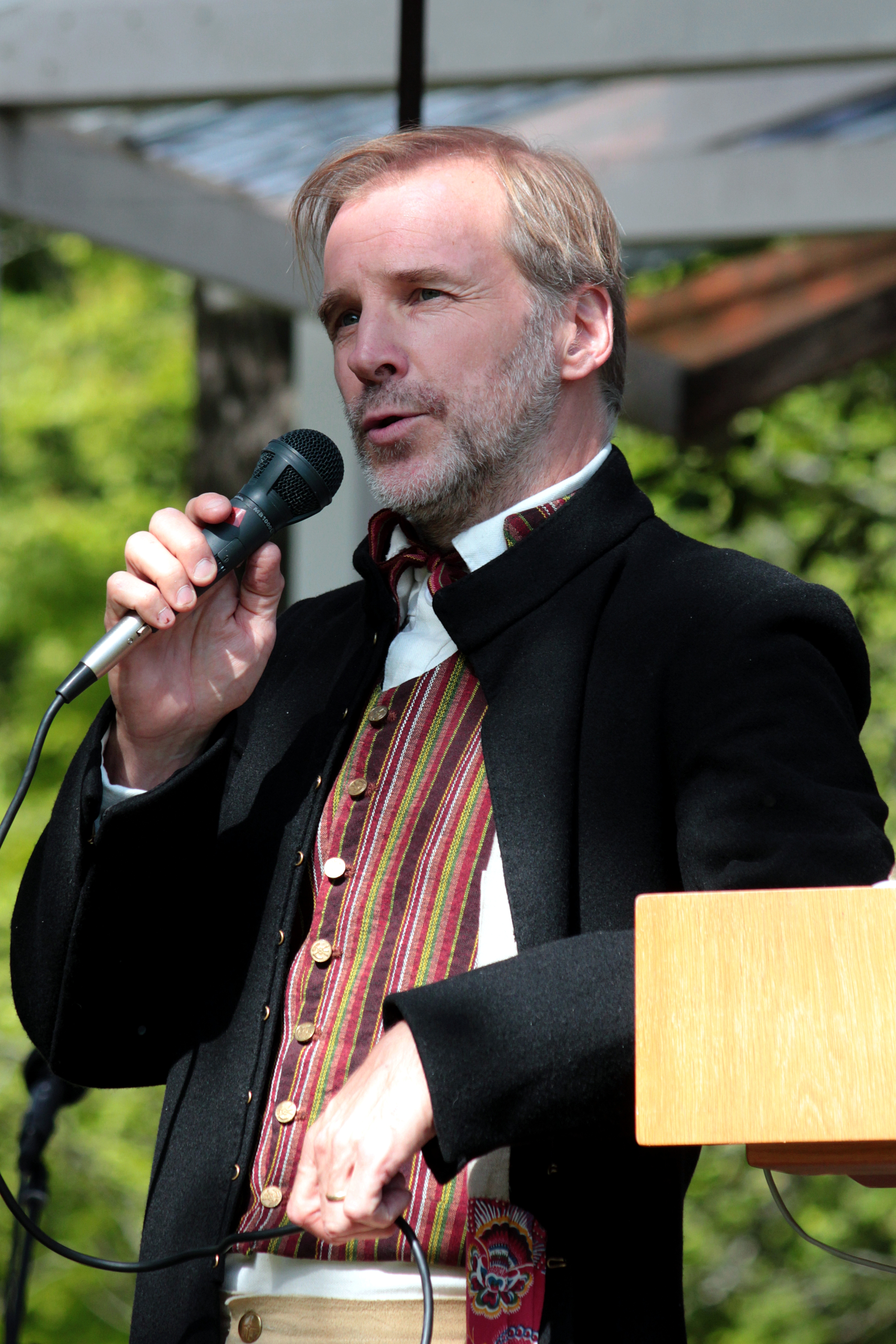
Lars Hjertner i Bys sockendräkt.
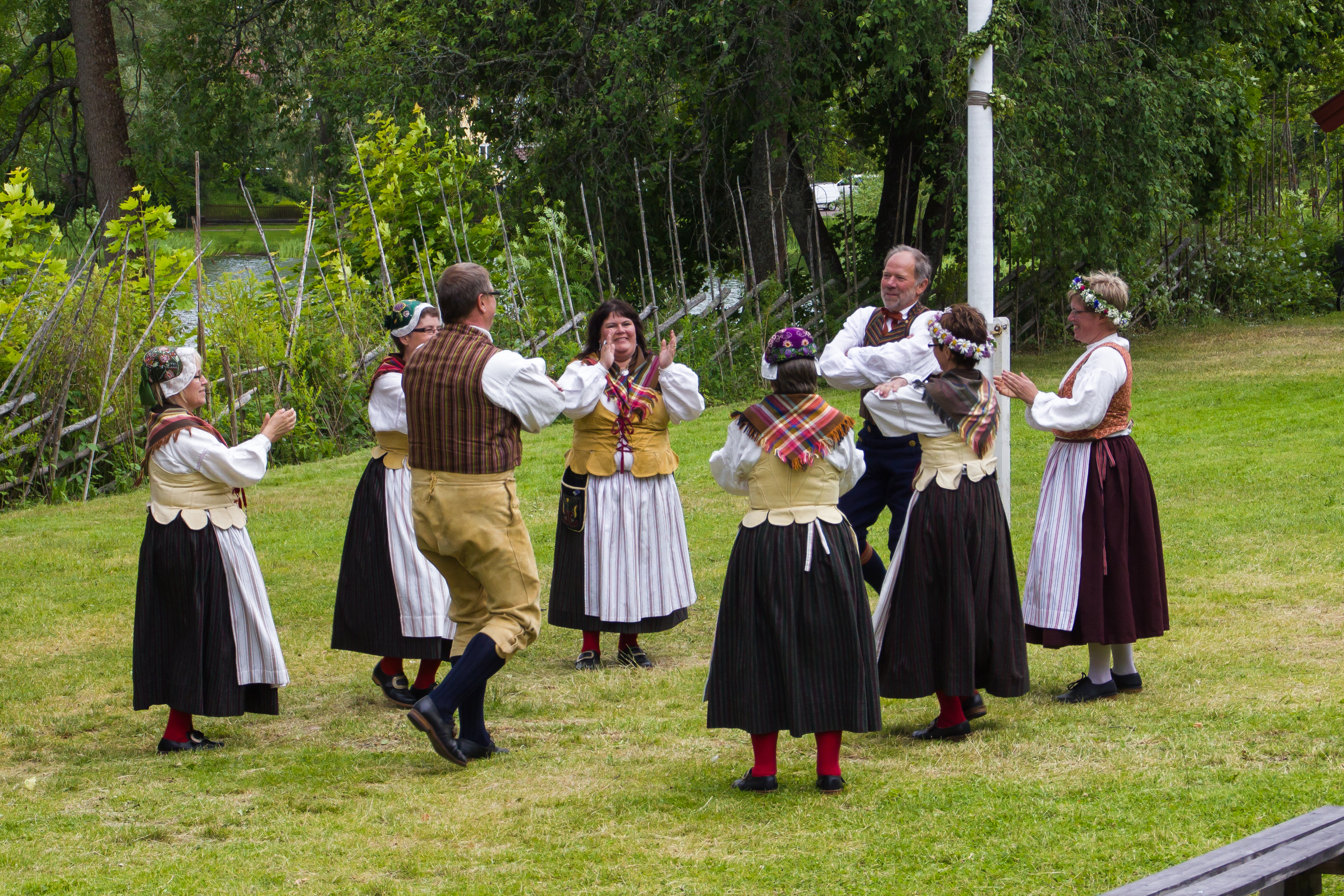
By folkdanslag.
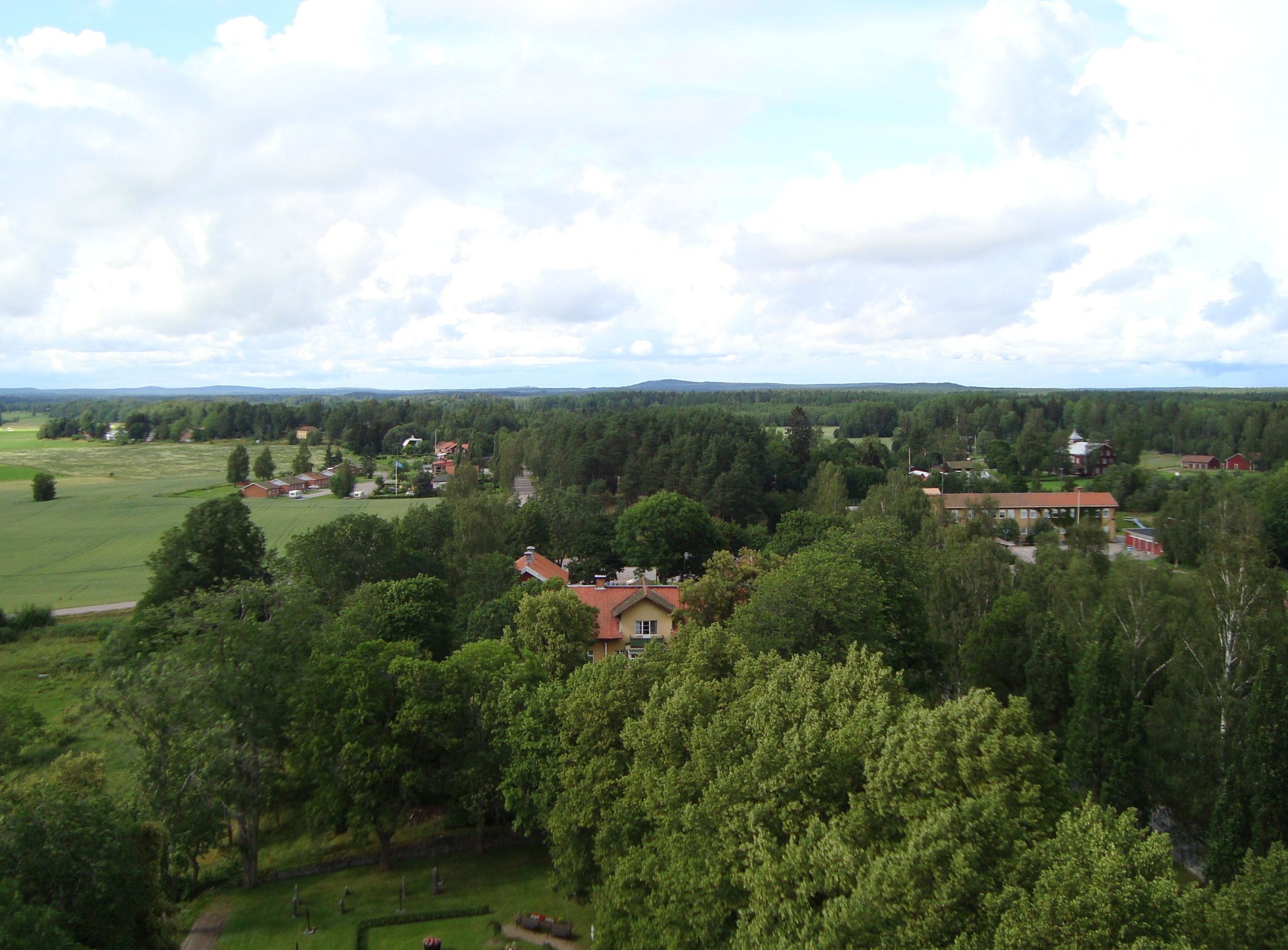
Utsikt över socknen mot norr, sett från kyrktornet.
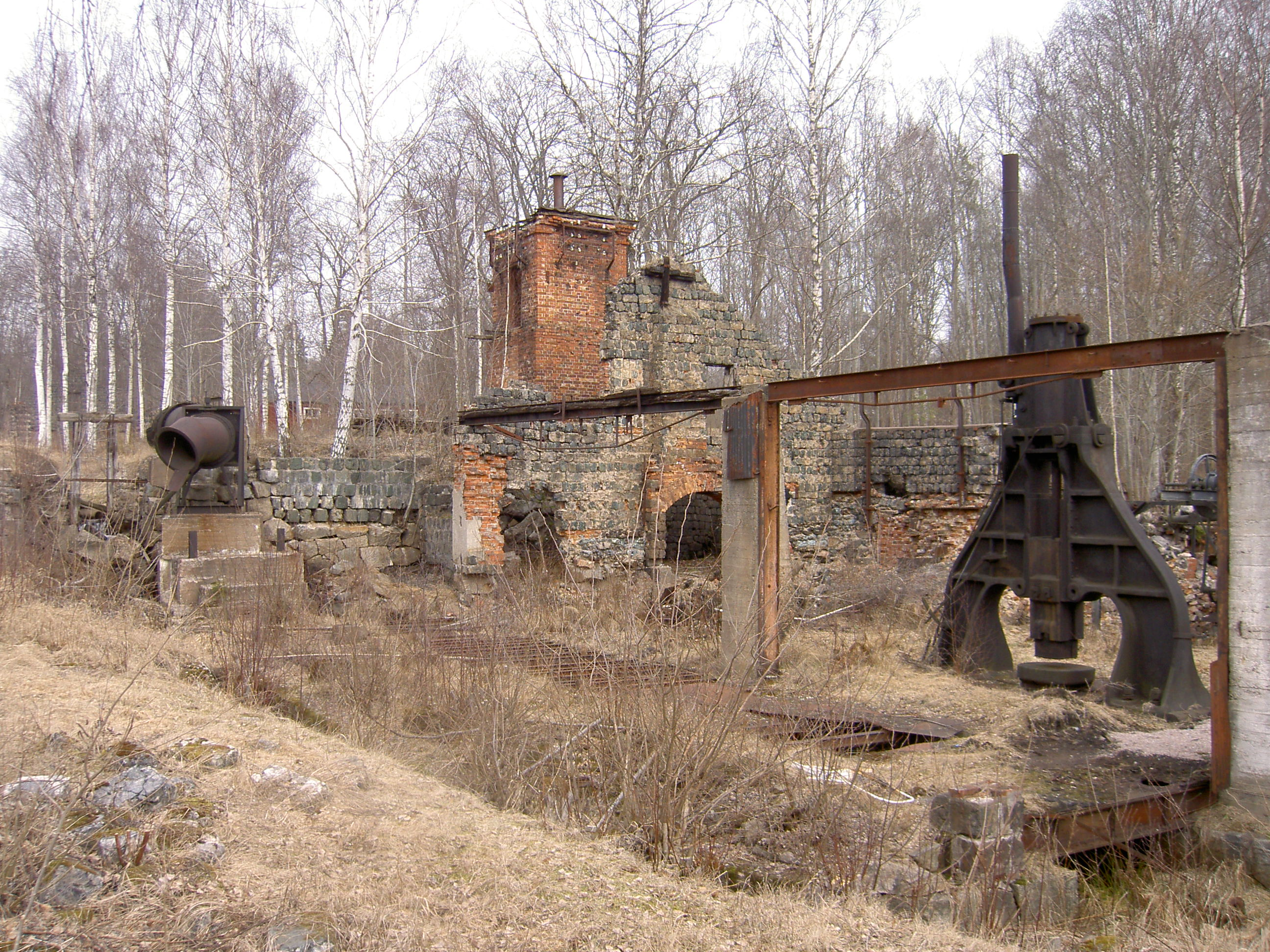
Horndals bruk, ruiner efter smedjan.
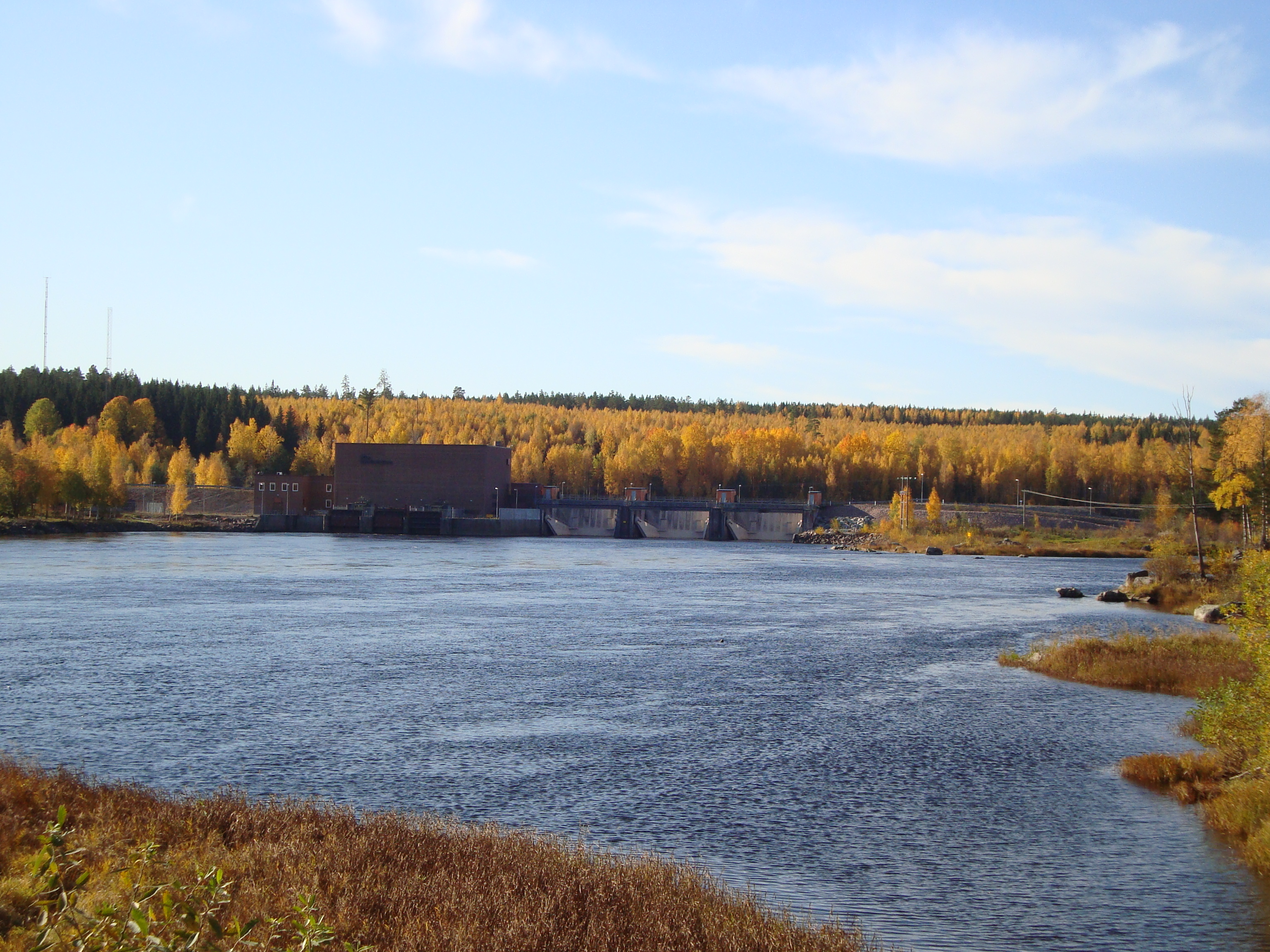
Näs kraftstation.